# Solovecký ostrov
Solovecký ostrov (rusky Соловецкий остров), někdy též Velký solovecký ostrov, je se svými 246 km² největší ze skupiny Soloveckých ostrovů v Bílém moři. Nachází se zde Soloveckij, jediná vesnice souostroví, stejně jako Solovecký klášter a většina k němu náležejících pousteven. Administrativně spadá do Archangelské oblasti Ruska.

## Obyvatelstvo
Archeologické vykopávky dokládají, že ostrov byl obydlen již v pravěku. Od 15. století, kdy byl založen klášter, jej obývají Rusové. Jedinou vesnicí na Soloveckém ostrově i na celém souostroví je obec Soloveckij, kde roku 2012 žilo 860 obyvatel.

## Reliéf
Na Soloveckém ostrově je možno rozlišit tři reliéfní oblasti:
- centrální část ostrova s pahorkovitě-kopcovitou krajinou a množstvím jezer
- jižní část tvořená proláklinou obkrouženou vyvýšeninami, plná bažin a jezer
- pobřežní oblast

Nejvyšším vrcholem Soloveckého ostrova je Sekirný (98,5 m) a Podnebesný (80,3 m). Kromě toho je zde ještě několik vyvýšenin a hřbetů vysokých 25-60 metrů. Většina takových hřbetů se nachází v centrální části ostrova: na východ od kláštera se táhnou Chlebové kopce, na severozápad od kláštera Valdajské kopce, na sever v oblasti Rudého jezera hřbety Síťových, Hřmotných a Vlčích kopců.
Tvar vyvýšenin na Soloveckém ostrově odpovídá směru pohybu ledovce, který Solovecké ostrovy formoval.
Půda je písčitá, plná oblých balvanů a nepříliš bohatá na živiny. Humusový horizont je hluboký průměrně 0,2 až 0,25 m, v krajních případech i 0,05 m či 0,6 m. Převládající půdní typ je podzol, velmi časté jsou bažiny.
Na ostrově je okolo 500 jezer, z nichž největší je Rudé jezero (dříve Bílé jezero) v centrální části. Velká část jezer je spojena kanály, zbudovanými jednak kvůli zásobení kláštera vodou (přivádí tedy vodu do Svatého jezera u klášterních hradeb), jednak k dopravě nákladů. Plavební kanály dnes slouží jako turistická atrakce a je možné jimi proplouvat na zapůjčených veslicích.

## Pamětihodnosti Soloveckého ostrova
- Poustevna Nanebevstoupení na Sekirném kopciSolovecký klášter
- Poustevna Nanebevstoupení
- Poustevna sv. Savvatije
- Poustevna sv. Filipa
- Stará borová poustevna
- Poustevna sv. Izáka
- botanická zahrada
- Běluží mys
- Vyjednávací kámen
- hráz na ostrov Velká Muksalma

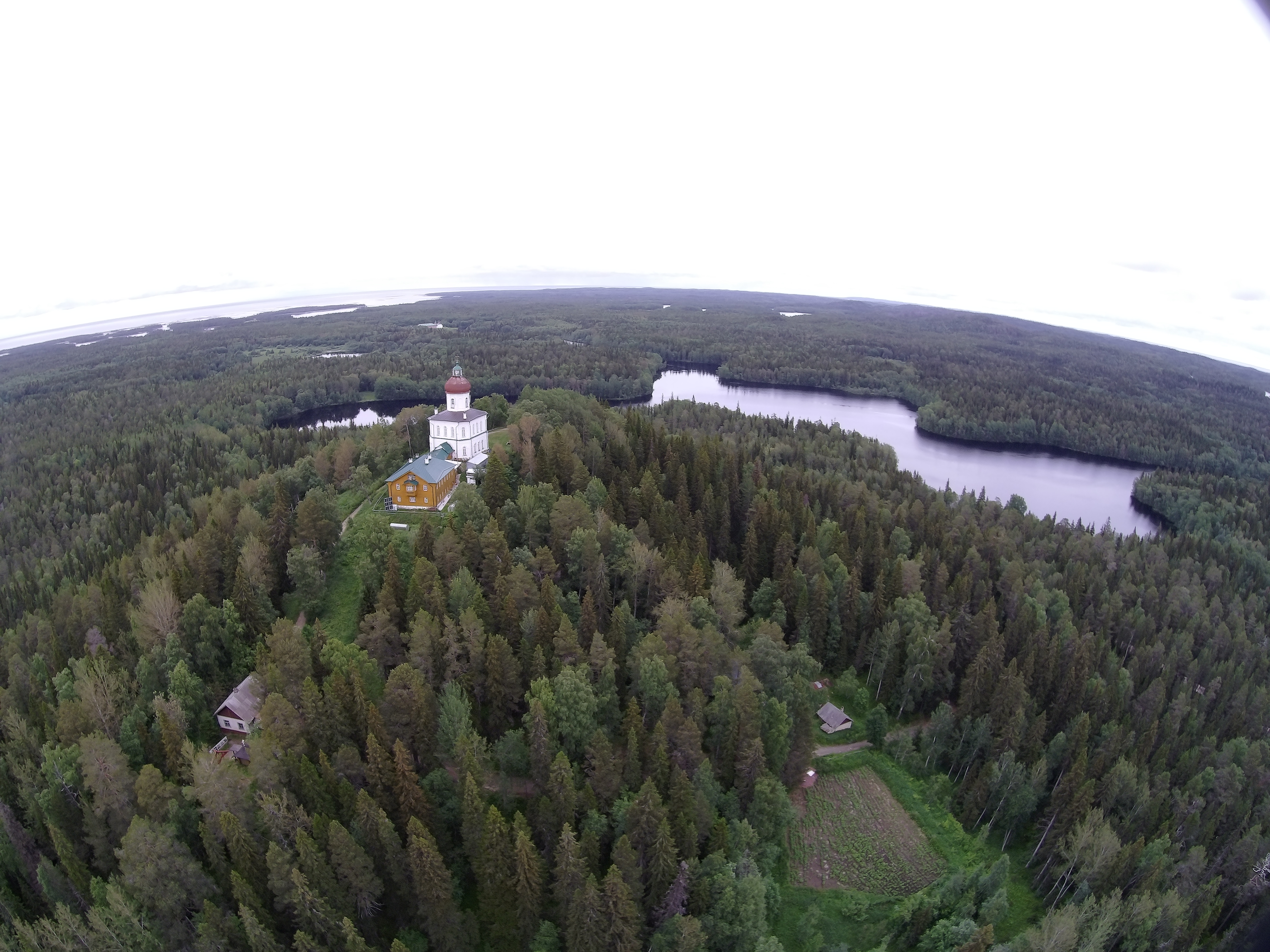
Poustevna Nanebevstoupení na Sekirném kopci

- Muzeum historie soloveckých táborů a vězení
- soustava kanálů
- solovecké labyrinty

## Galerie

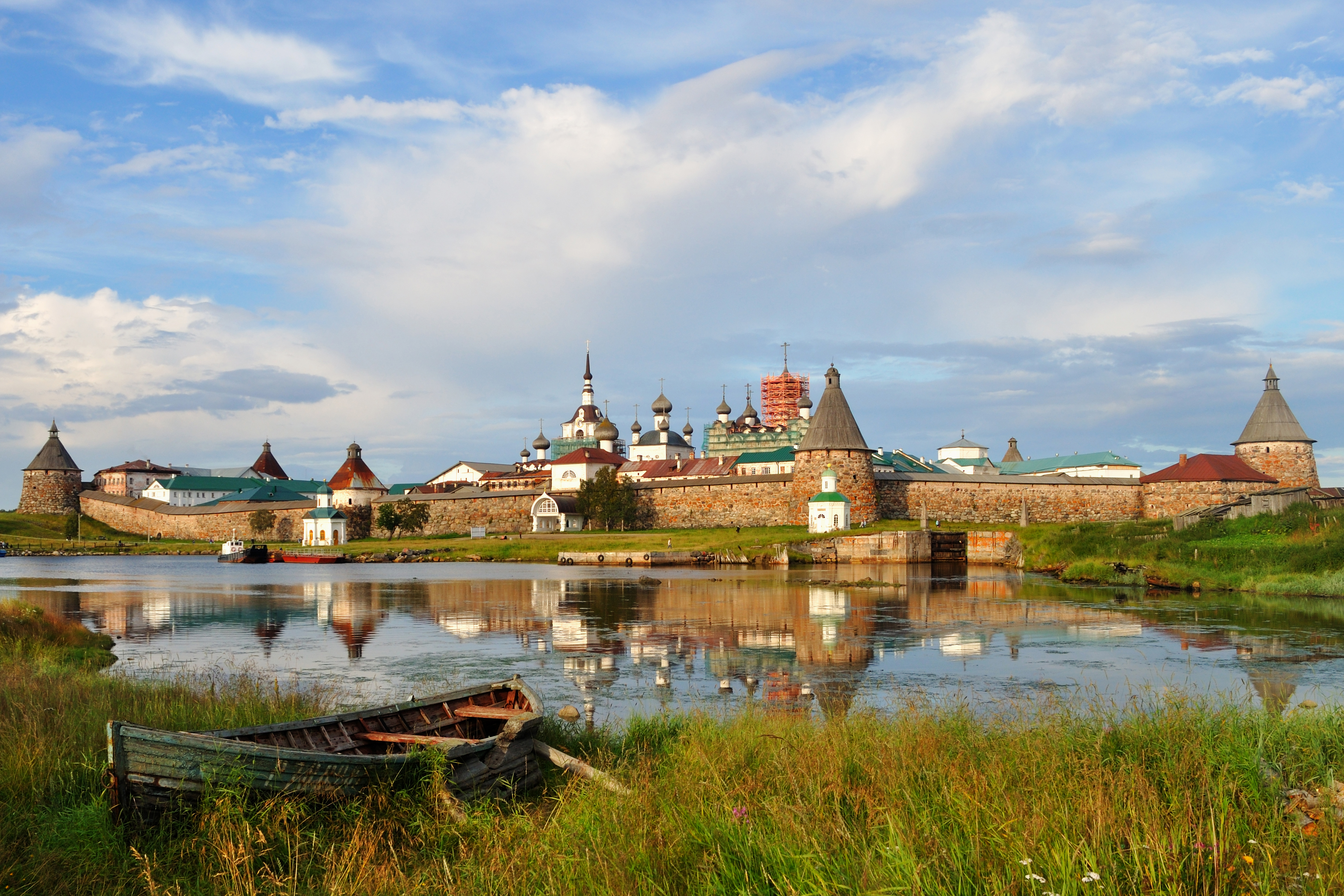
Solovecký klášter ve vesnici Soloveckij
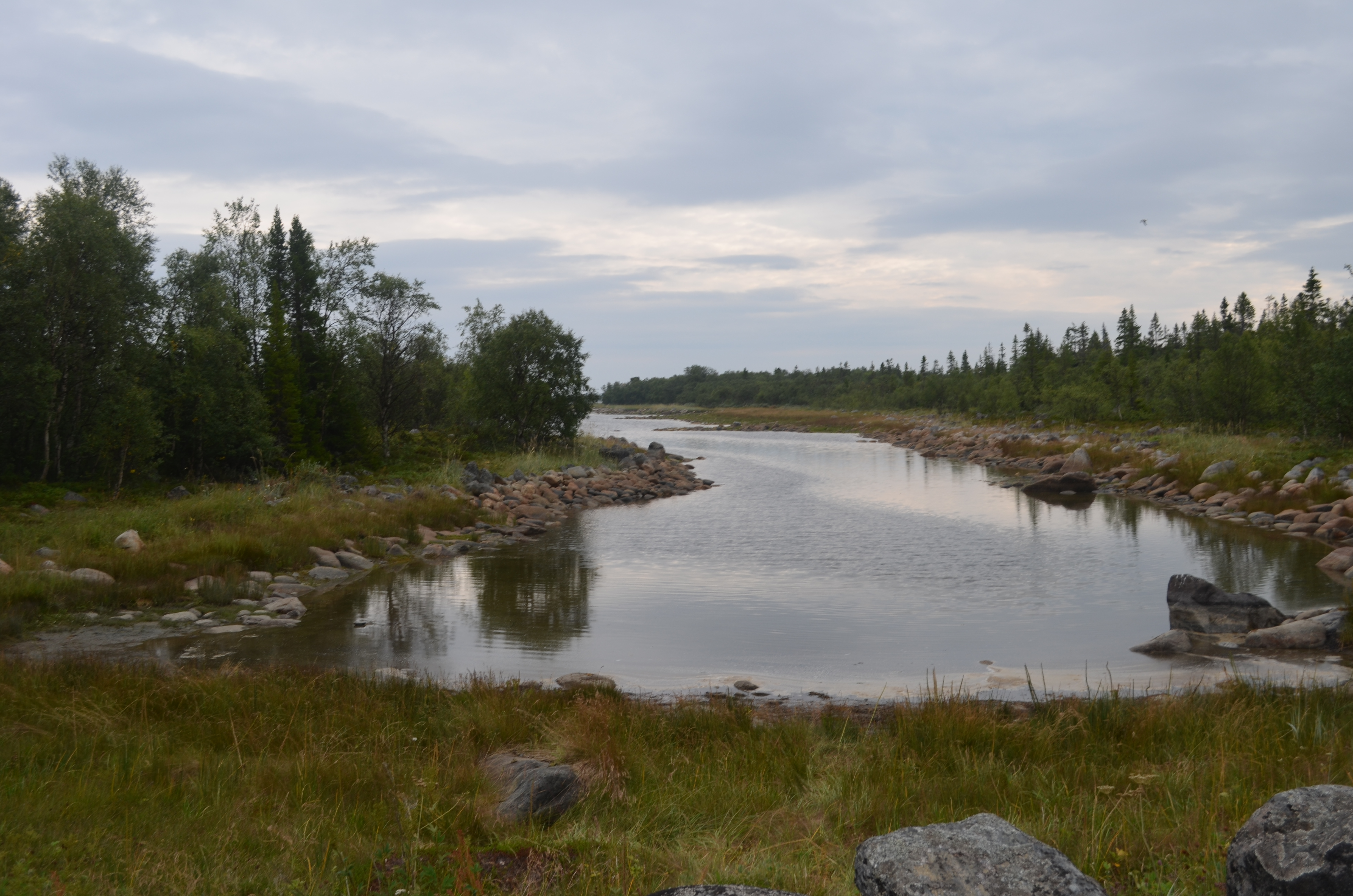
Členité pobřeží
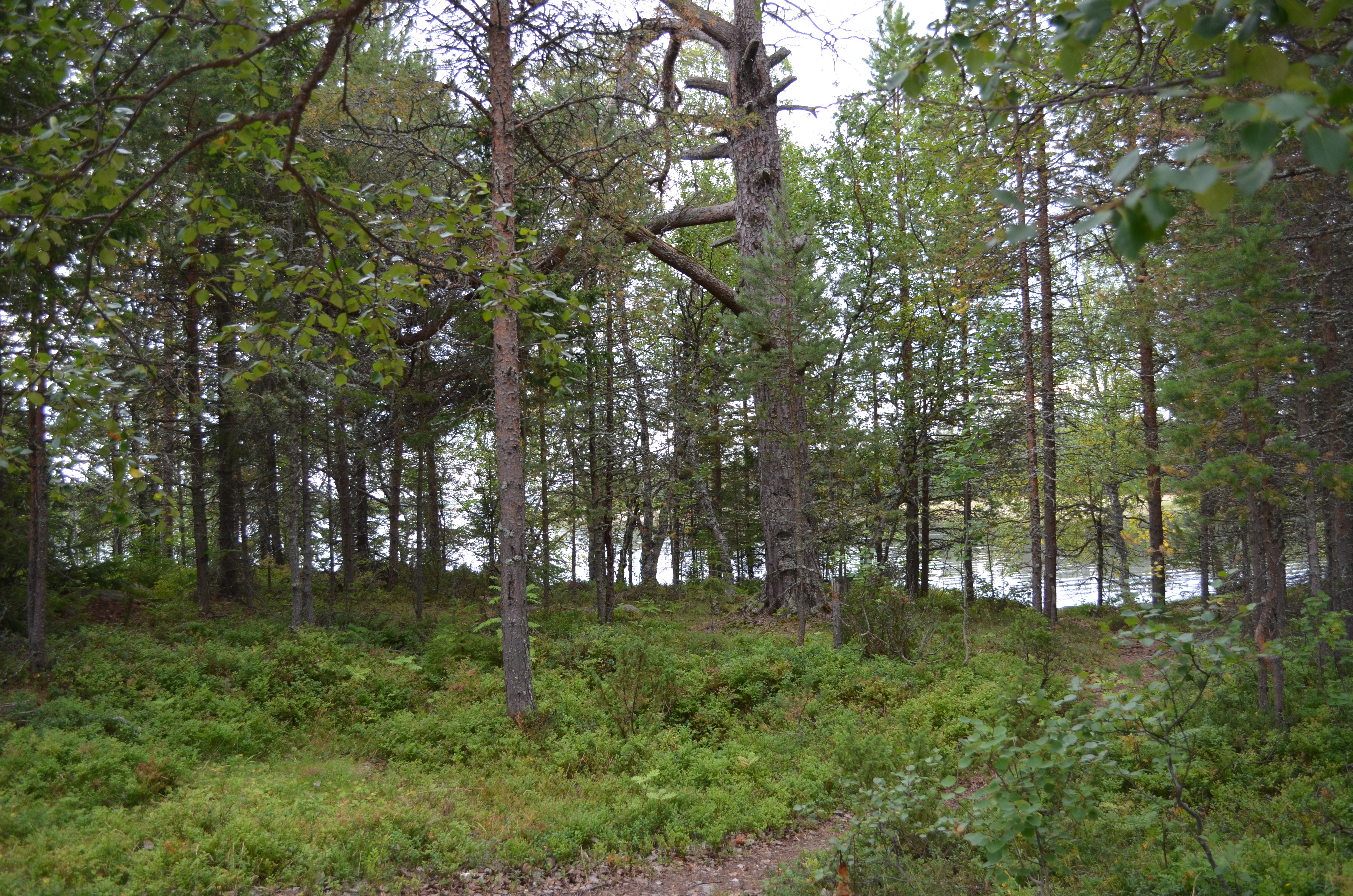
Les
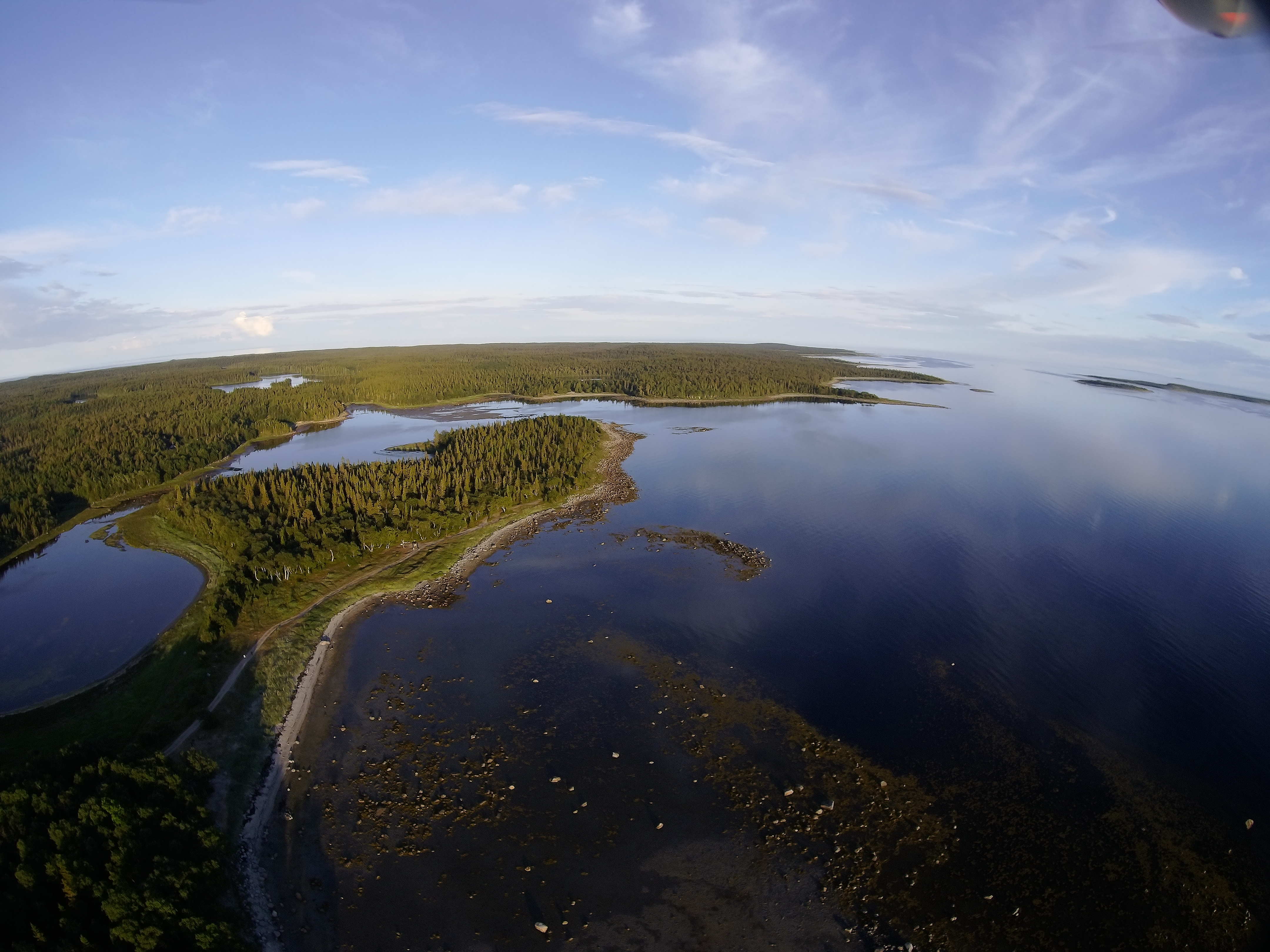
Kyselá zátoka
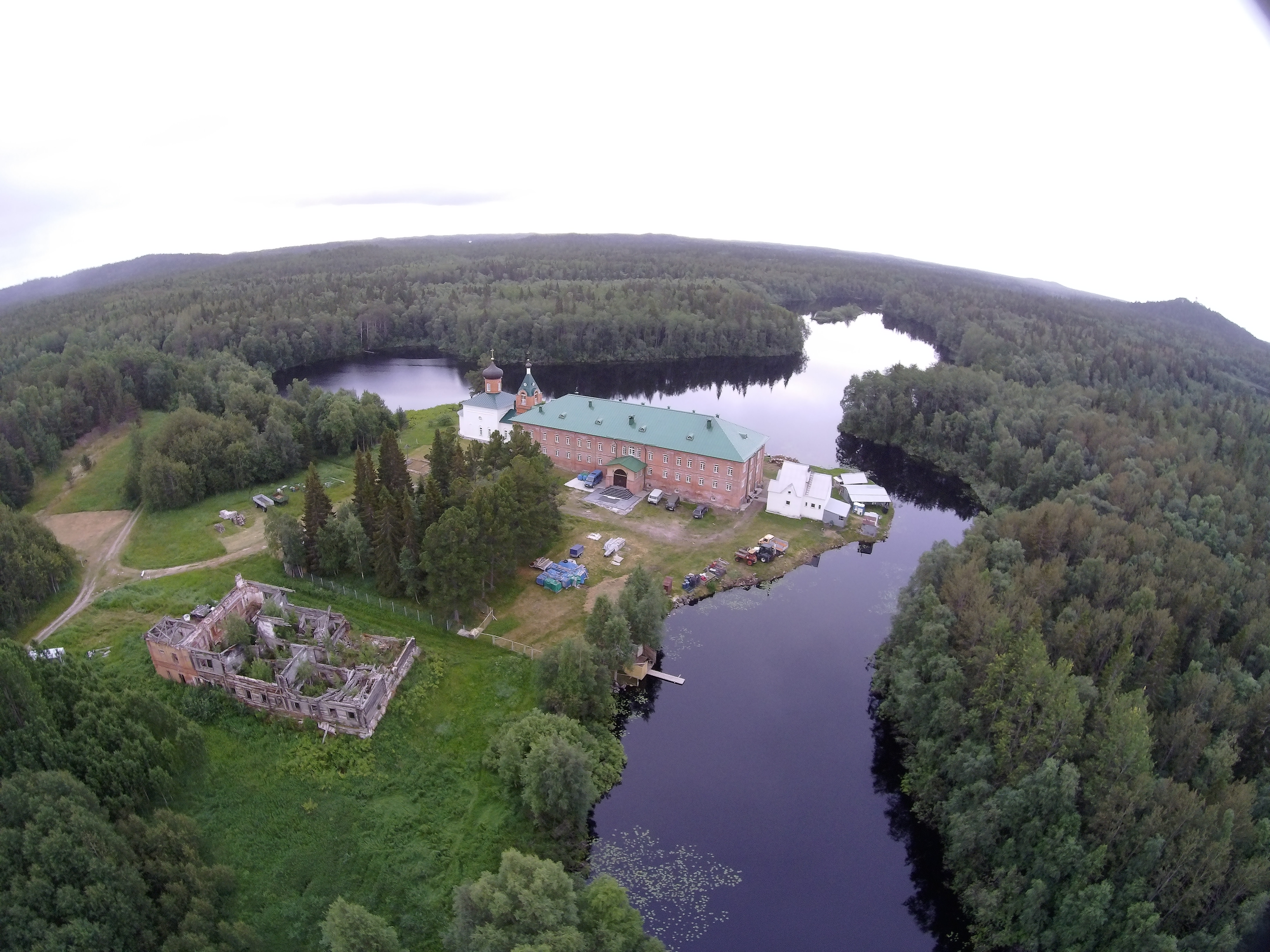
Poustevna sv. Savvatije
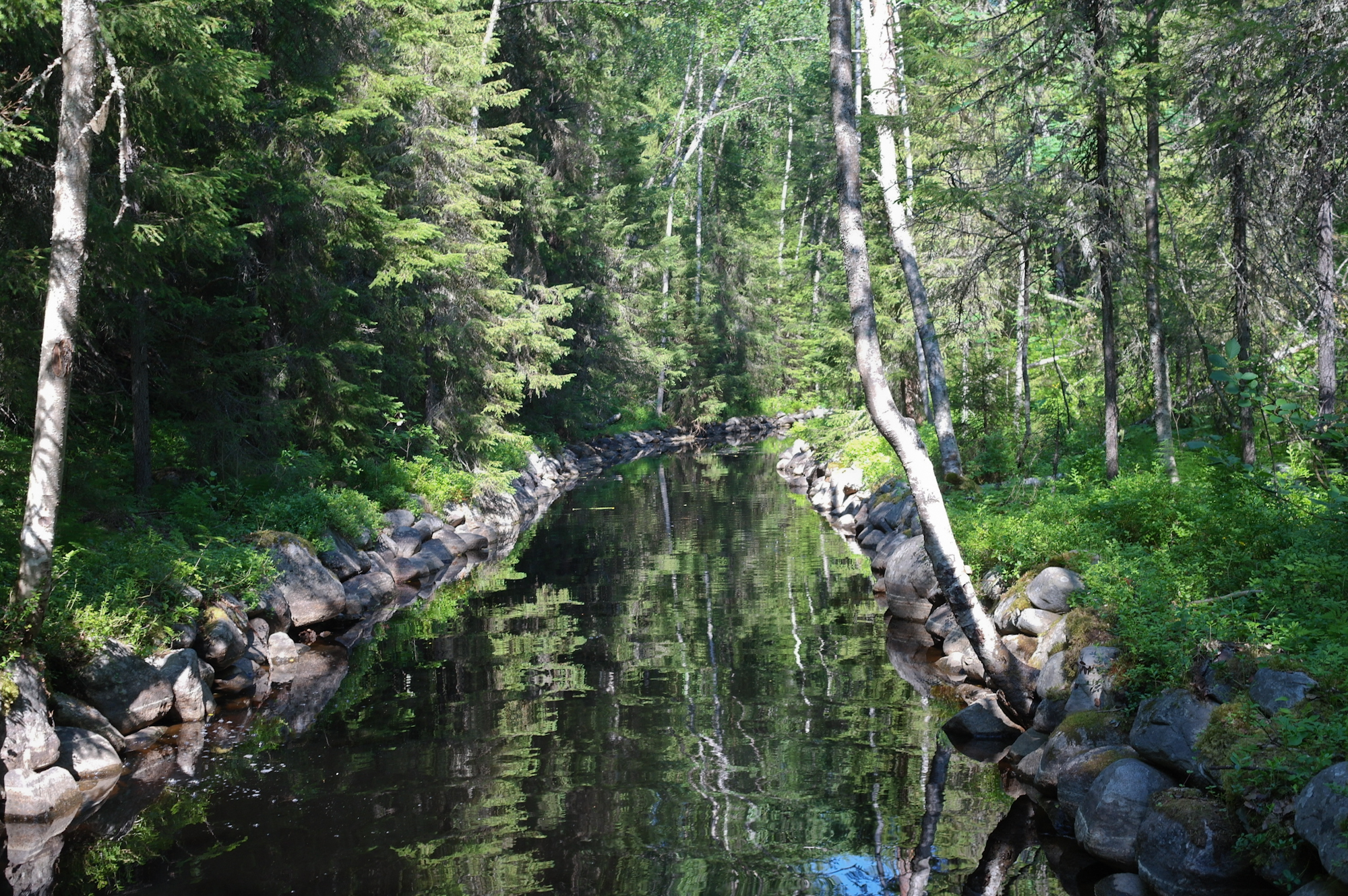
Kanál vedoucí k Rudému jezeru
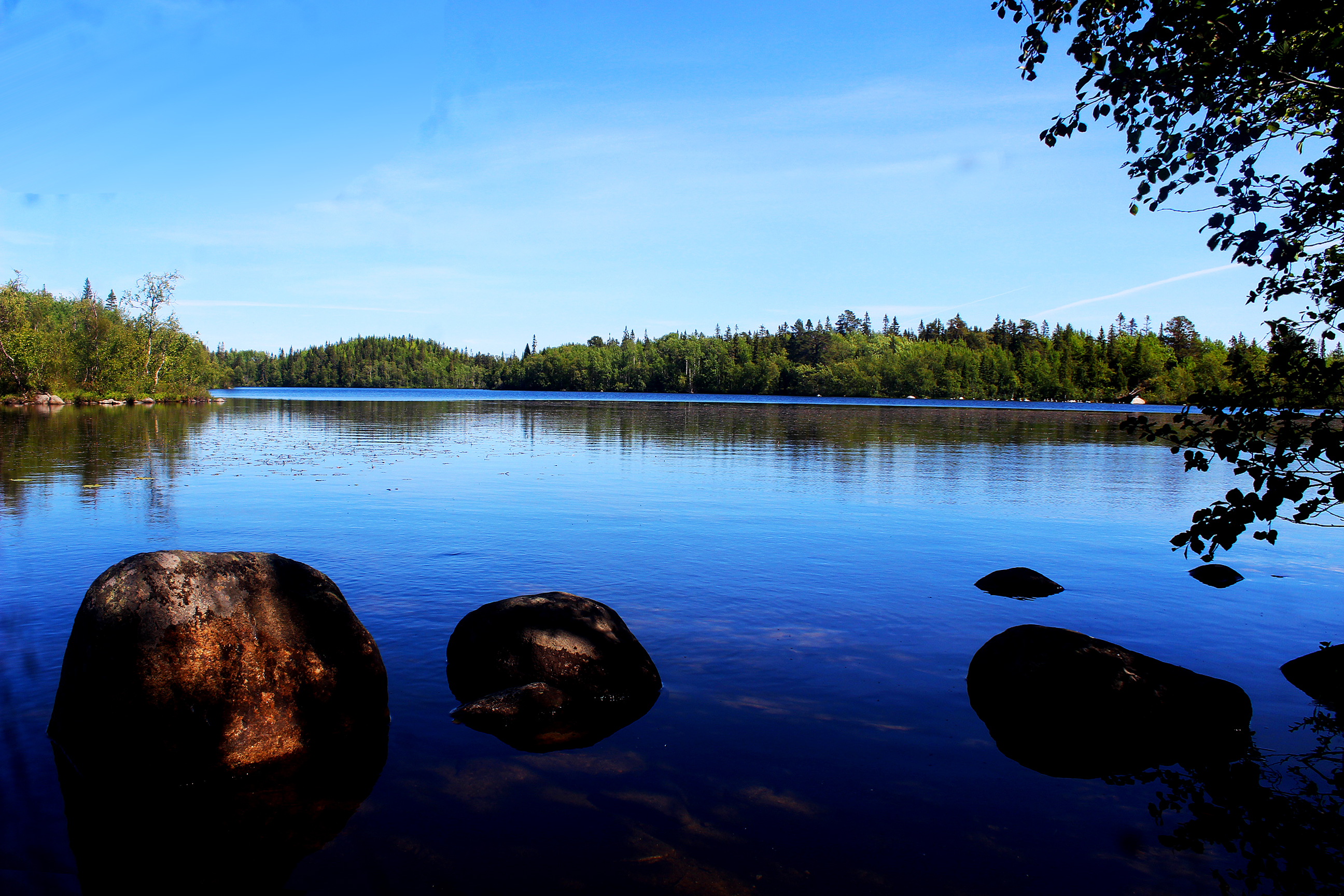
Rudé jezero
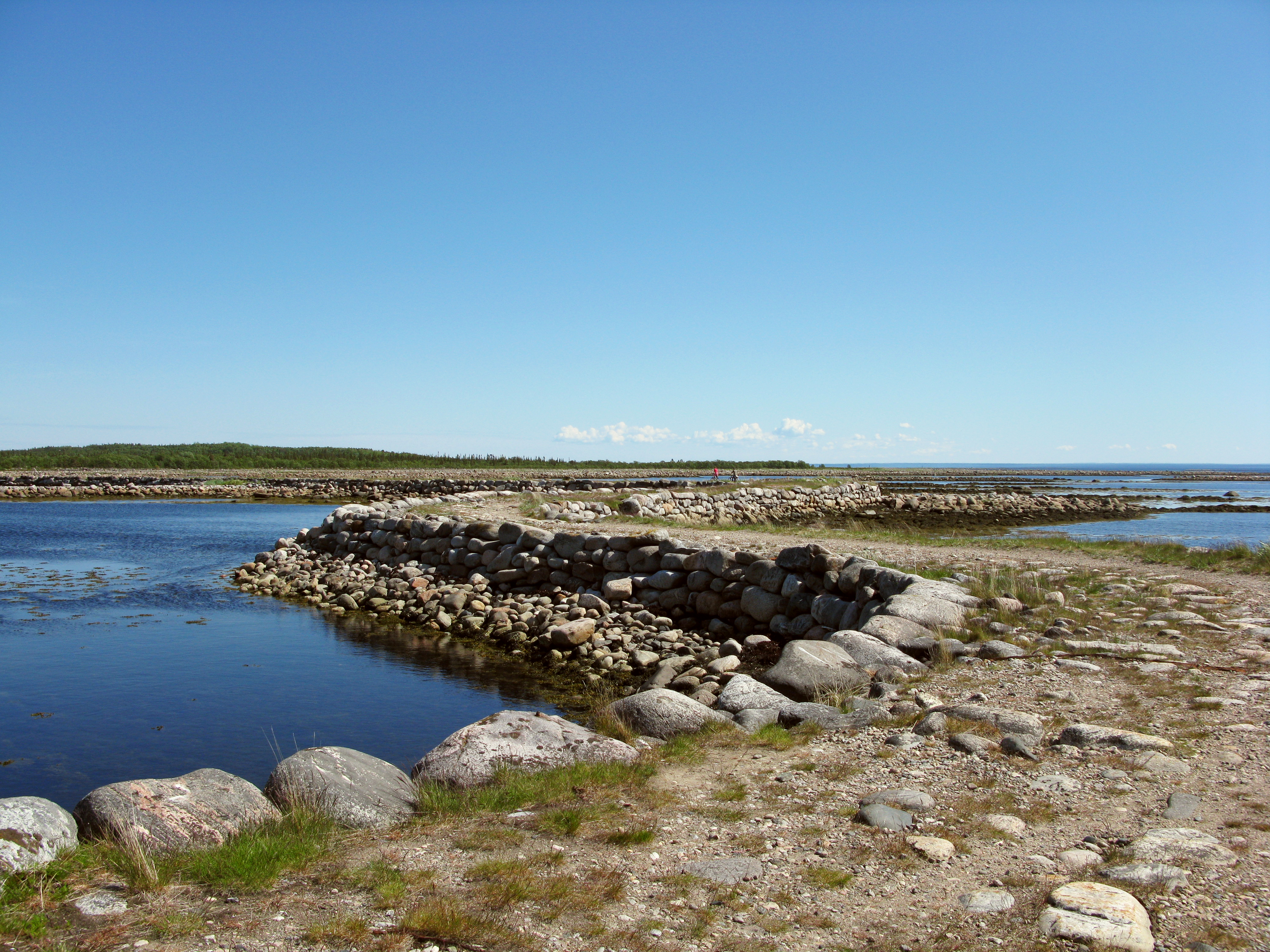
Hráz na ostrov Velká Muksalma
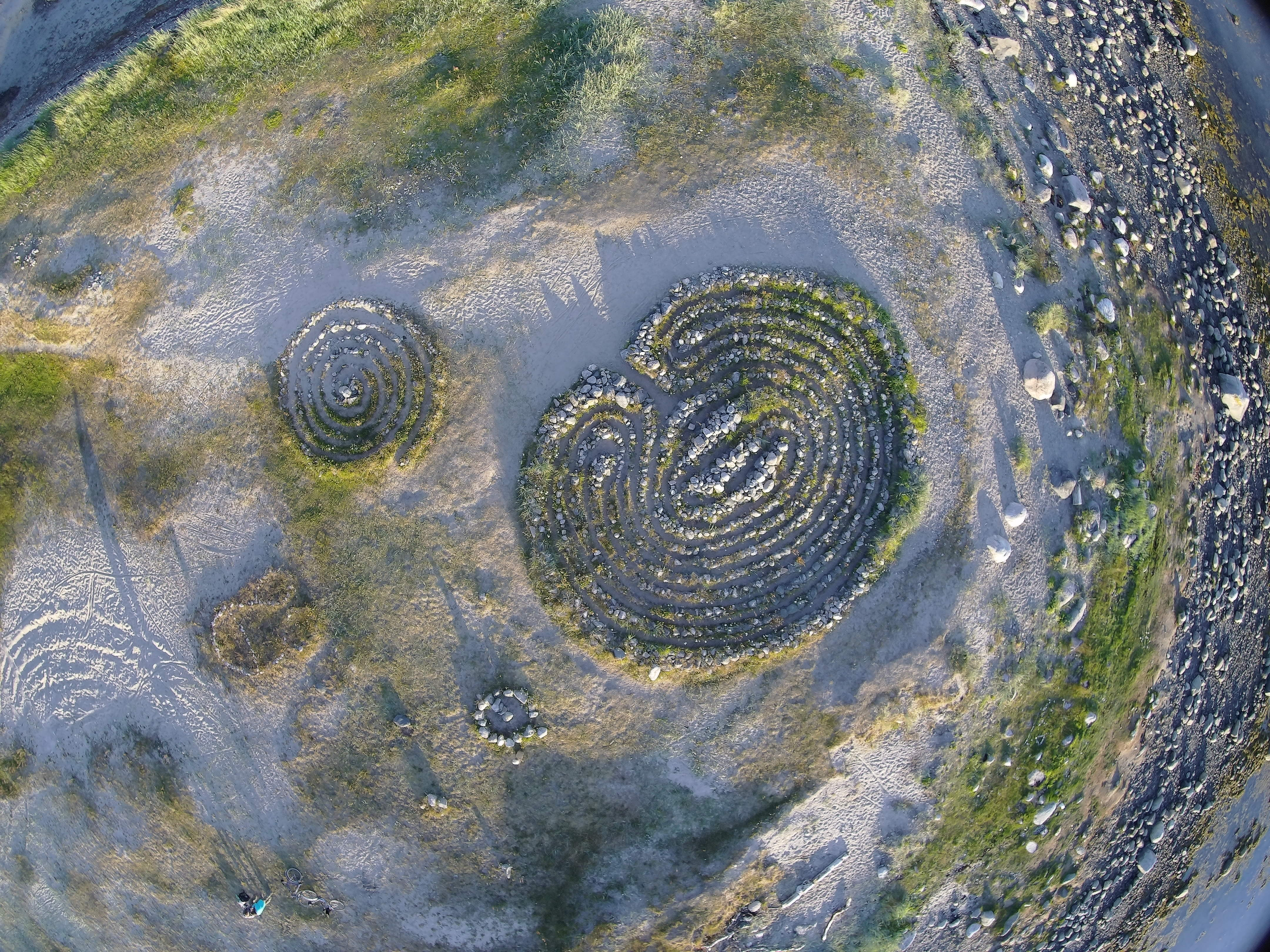
Kamenné labyrinty u vesnice Soloveckij
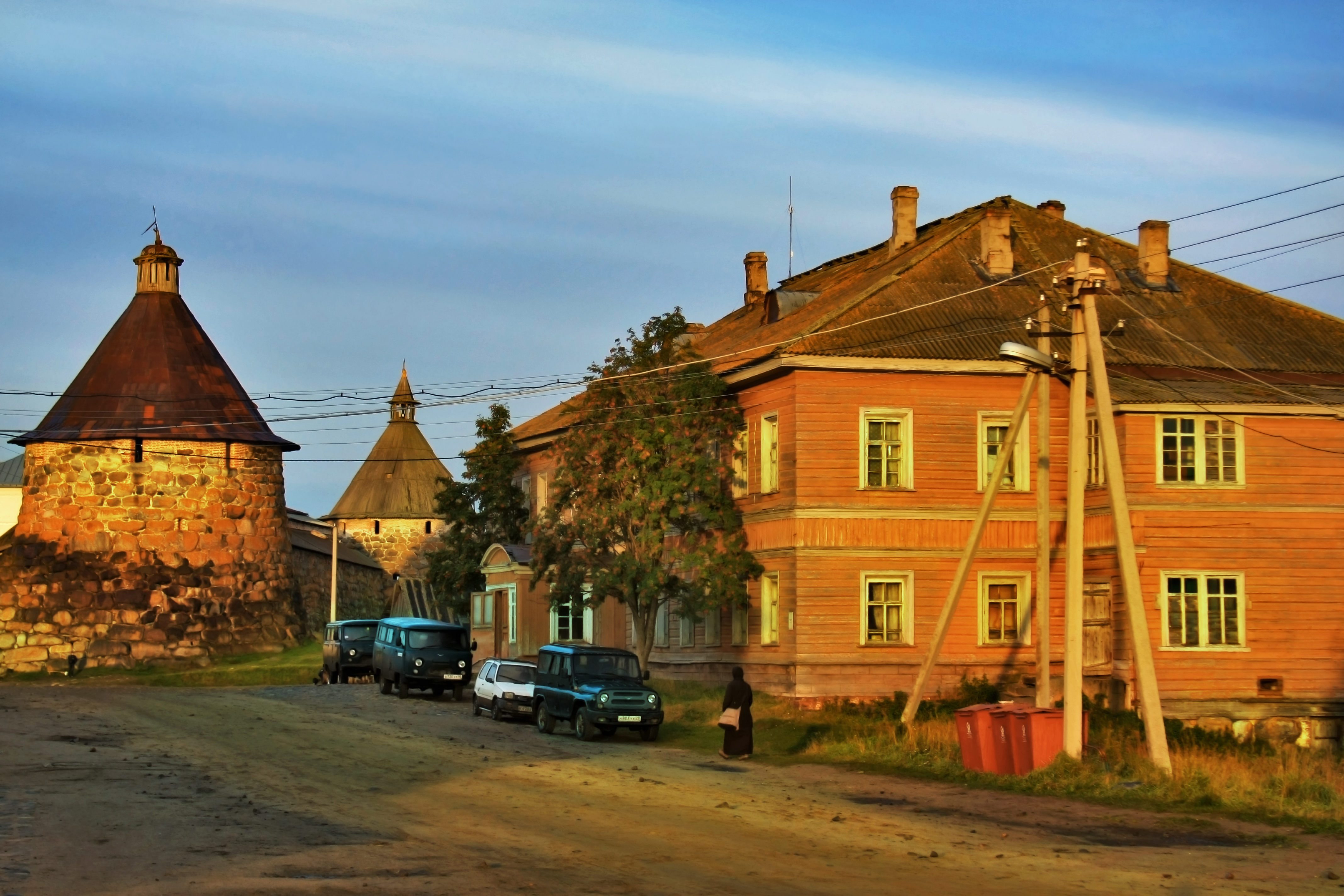
Vesnice Soloveckij